# Sharp Island (île Sharp)
Ne doit pas être confondu avec Sharp Island (Ontario, Canada).
Sharp Island (île Sharp) ou Kiu Tsui Chau (chinois traditionnel : 橋咀洲) est l'île la plus grande du parc rural de Kiu Tsui, située à Port Shelter dans le district de Sai Kung à Hong Kong. L'île attire les touristes pour les diverses activités qu'elle offre : pêche, baignade et plongée.

## Géographie

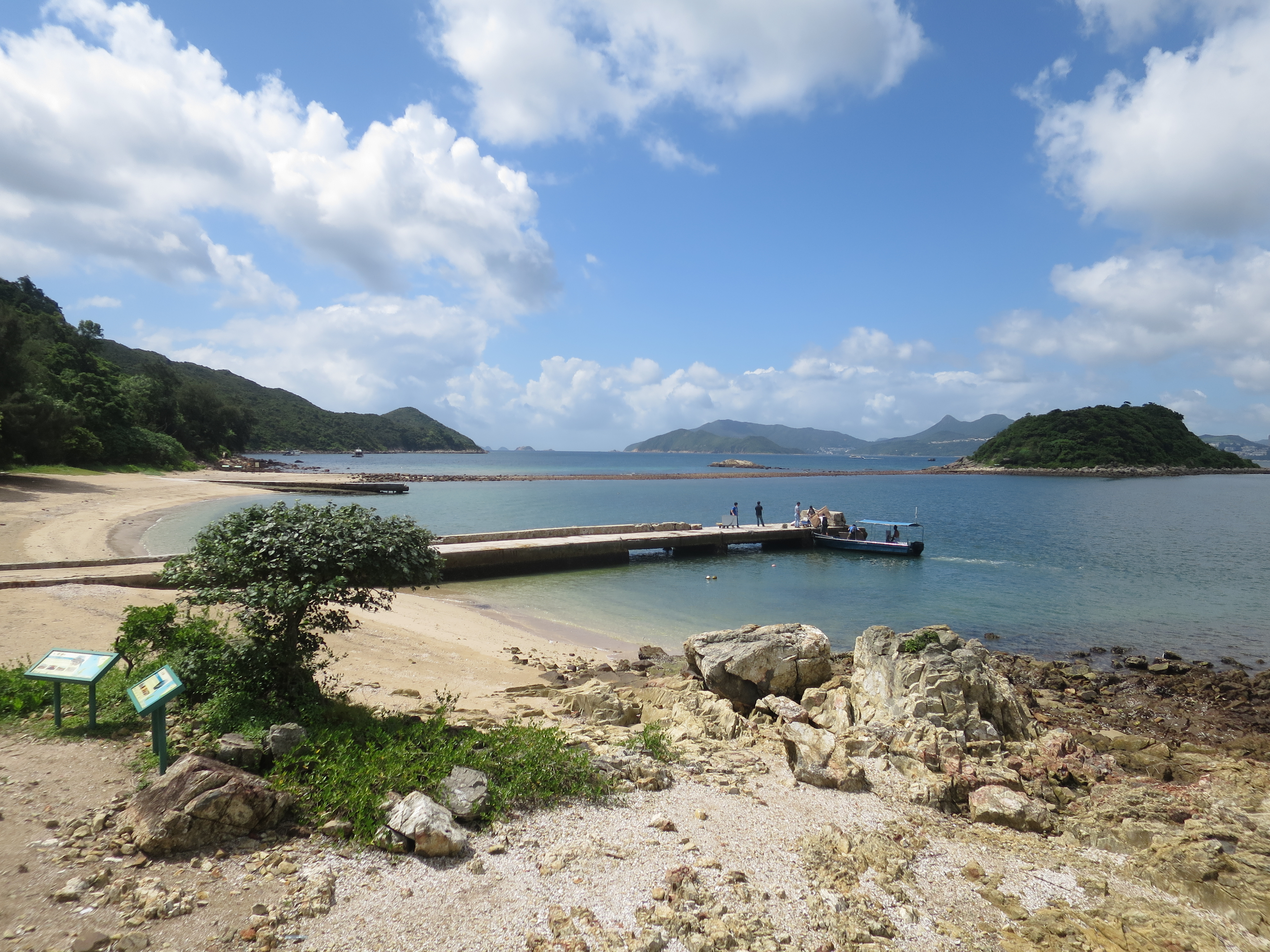
Kiu Tau relié par le tombolo

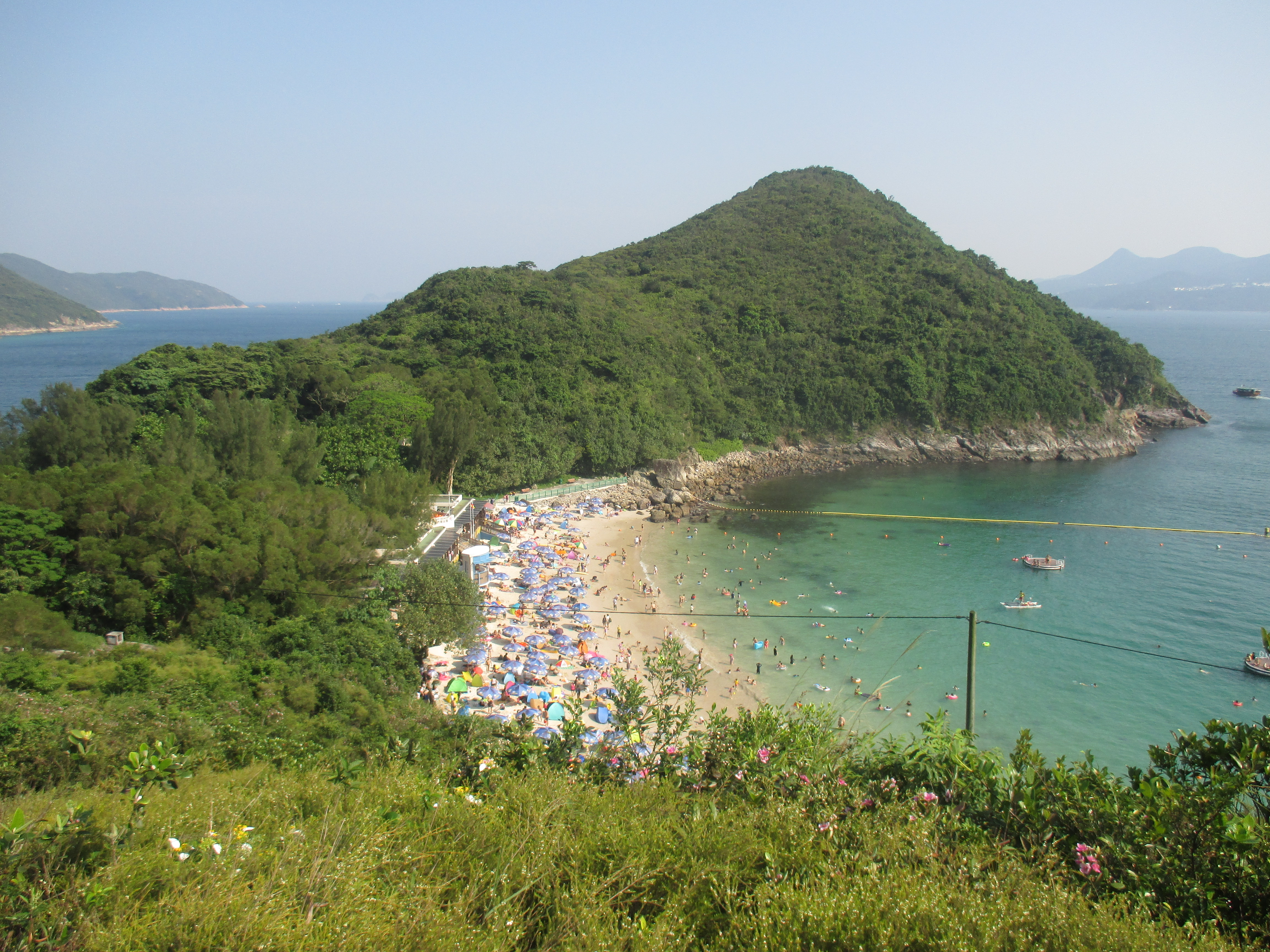
Plage bordant Half Moon Bay

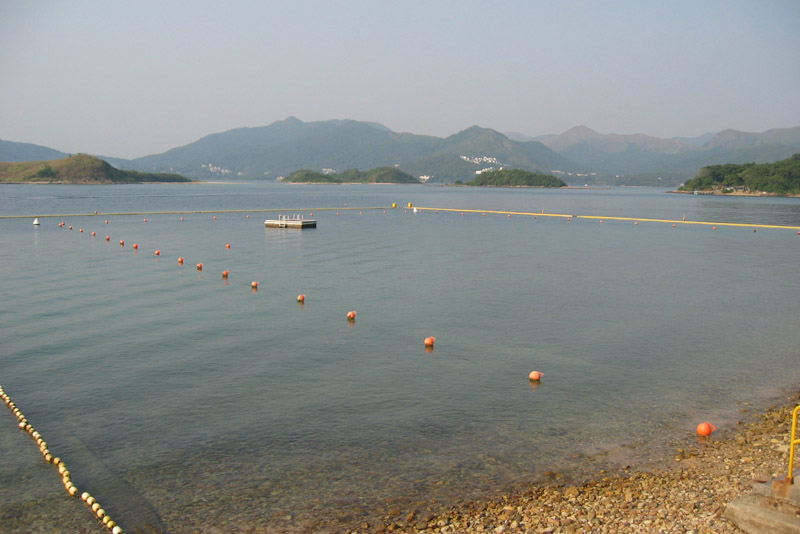
Plage de Kiu Tsui

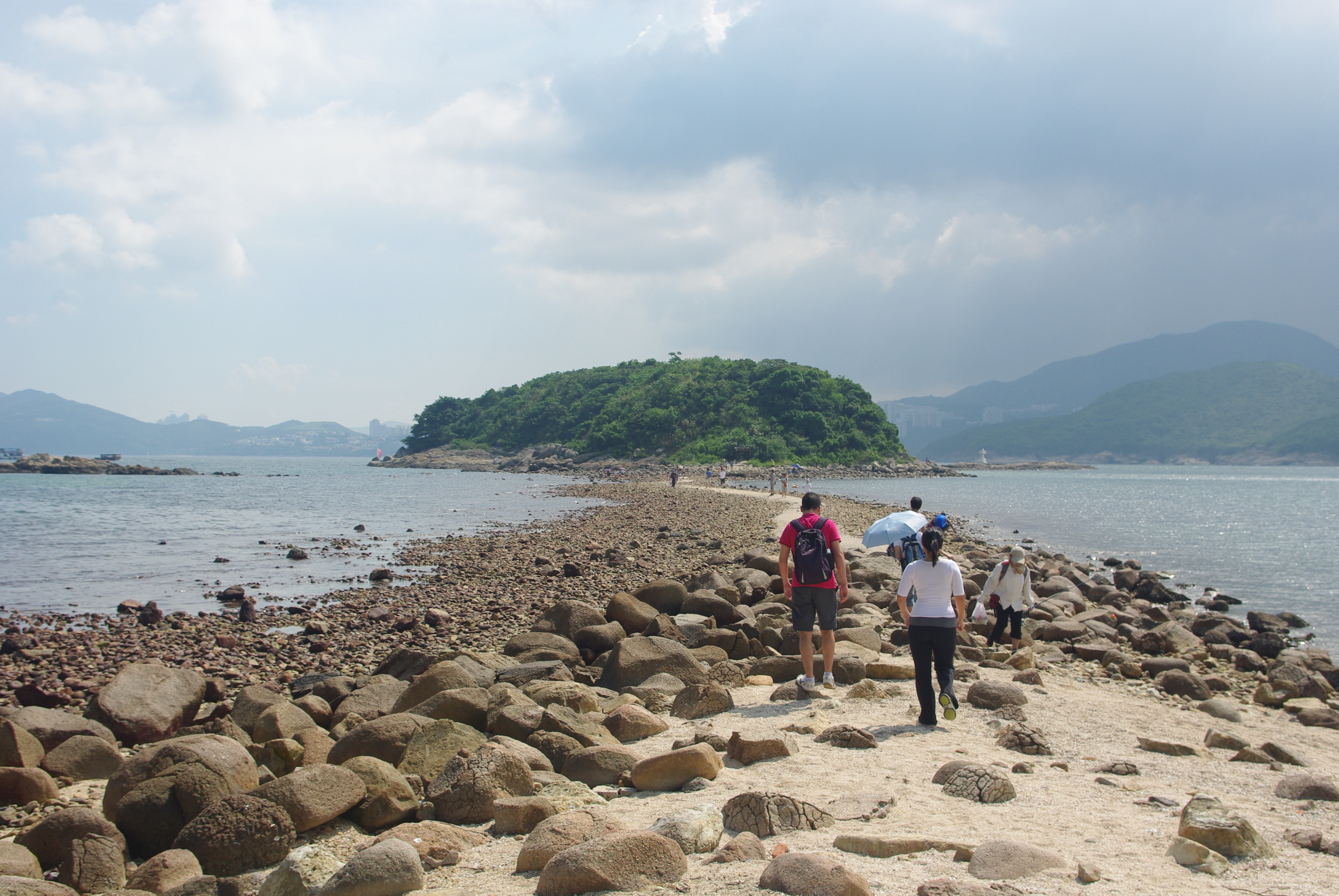
Tombolo reliant Kiu Tau.

L'île, d'une hauteur maximale de 136 mètres, a une superficie de 1 km2. Les deux plages de Half Moon Bay (chinois traditionnel : 廈門灣泳灘) - aussi connu sous le nom de Hap Mun Bay - et de Kiu Tsui (chinois traditionnel : 橋咀泳灘) sont situées sur l'île. Elles sont gérées par le Département des Loisirs et des Services Culturels.
Lorsque la prédiction des marées à Ko Lau Wan est inférieure ou égale à 1,40 mètre, les touristes peuvent rejoindre à pied un îlot côtier nommé Kiu Tau (chinois traditionnel : 橋頭).
Il est possible de trouver différents types de roches volcaniques sur Sharp Island, les plus fréquentes étant celles avec un motif spécifique à leur surface. D'autres types de roches ont une forme d'ananas.

## Histoire

### Origine des différents types de roches
Selon certaines estimations, un volcan était situé à Sai Kung il y a environ 140 millions d'années et Sharp Island se situait au bord de la caldeira. C'est probablement la raison pour laquelle on retrouve différents types de roches volcaniques datant de différentes périodes géologiques éparpillés sur Sharp Island. 

### Formation du tombolo
Les courants de mer près de Sharp Island poussent le sable et le gravier près de la rive. Après quelques années, ils ont formé un tombolo, qui est un pont naturel fait de roches de différentes tailles et de sable – reliant l'île à Kiu Tau. À marée haute, le tombolo est submergé, et donc il peut être seulement vu à marée basse.

## Flore
Les scléractinaires couvrent plus de 70 % de la zone autour de l'île. Une plante menacée, la Tetrathyrium subcordatum, peut se trouver dans le sud de l'île.